# Matteo Pessina
Matteo Pessina (* 21. April 1997 in Monza) ist ein italienischer Fußballspieler. Der Mittelfeldspieler steht in Diensten der AC Monza und ist Nationalspieler.

## Karriere
Im Jahr 2014 aus der Jugend gekommen, begann Matteo Pessina seine Profikarriere bei seinem Heimatverein AC Monza. Er kam in der Saison 2014/15 zu 22 Einsätzen in der Lega Pro und erzielte 6 Tore.
Zur Saison 2015/16 wechselte er zum Erstligisten AC Mailand und wurde direkt, für jeweils eine halbe Spielzeit, zu US Lecce und Catania Calcio ausgeliehen. In der Folgesaison folgte eine erneute Leihe, zu Como 1907. Dort absolvierte er 36 Ligaspiele und erzielte neun Tore. Im Sommer 2017 wechselte er zu Atalanta Bergamo, welche ihn wiederum für je eine Saison an Spezia Calcio und Hellas Verona ausliehen. Bei beiden Vereinen etablierte er sich schnell zum Stammspieler, bevor er im Sommer 2020 wieder nach Bergamo zurückkehrte. Am 10. Februar 2021 erzielte er beim 3:1-Sieg gegen den SSC Neapel, im Halbfinal-Rückspiel der Coppa Italia, zwei Tore, wodurch Atalanta ins Finale einzog.
Im Juli 2022 kehrte Pessina zur AC Monza, welche zur Saison 2022/23 erstmals in der Vereinsgeschichte in die Serie A aufstieg, zurück.

## Nationalmannschaft
Im November 2020 wurde Pessina von Roberto Mancini in die italienische A-Nationalmannschaft berufen und debütierte beim 4:0-Testspielsieg gegen Estland in Florenz. Am 28. Mai 2021 erzielte er in der 75. Minute, beim 7:0-Heimsieg im Freundschaftsspiel gegen San Marino, sein erstes Tor für Italien.
Bei der siegreichen Europameisterschaft 2021 stand er im italienischen Kader, wobei er in vier von sieben Spielen zwei Tore erzielen konnte.

## Statistiken

### Verein
- Stand: 2. Juni 2022[13]

| Verein                 | Saison  | Liga     | Liga   | Liga | Nationaler Pokal | Nationaler Pokal | Kontinental | Kontinental | Andere | Andere | Gesamt | Gesamt |
| Verein                 | Saison  | Liga     | Spiele | Tore | Spiele           | Tore             | Spiele      | Tore        | Spiele | Tore   | Spiele | Tore   |
| ---------------------- | ------- | -------- | ------ | ---- | ---------------- | ---------------- | ----------- | ----------- | ------ | ------ | ------ | ------ |
| AC Monza               | 2014/15 | Lega Pro | 22     | 6    | 1                | 0                | —           | —           | —      | —      | 23     | 6      |
| US Lecce (Leihe)       | 2015/16 | Lega Pro | 3      | 0    | 1                | 0                | —           | —           | —      | —      | 4      | 0      |
| Catania Calcio (Leihe) | 2015/16 | Lega Pro | 1      | 0    | 0                | 0                | —           | —           | —      | —      | 1      | 0      |
| Como 1907 (Leihe)      | 2016/17 | Lega Pro | 36     | 9    | 5                | 0                | —           | —           | —      | —      | 41     | 9      |
| Spezia Calcio (Leihe)  | 2017/18 | Serie B  | 38     | 2    | 0                | 0                | —           | —           | —      | —      | 38     | 2      |
| Atalanta Bergamo       | 2018/19 | Serie A  | 12     | 0    | 2                | 0                | 5           | 0           | —      | —      | 19     | 0      |
| Atalanta Bergamo       | 2020/21 | Serie A  | 28     | 2    | 5                | 2                | 7           | 0           | —      | —      | 40     | 4      |
| Atalanta Bergamo       | 2021/22 | Serie A  | 27     | 1    | 2                | 0                | 8           | 1           | —      | —      | 37     | 2      |
| Atalanta Bergamo       | Gesamt  | Gesamt   | 167    | 20   | 16               | 2                | 20          | 1           | 0      | 0      | 203    | 23     |
| Hellas Verona (Leihe)  | 2019/20 | Serie A  | 35     | 7    | 0                | 0                | —           | —           | —      | —      | 35     | 7      |
| Gesamt                 | Gesamt  | Gesamt   | 202    | 27   | 16               | 2                | 20          | 1           | 0      | 0      | 238    | 30     |

### Nationalmannschaft
- Stand: 11. Juni 2022[14]

| Nationalmannschaft | Jahr   | Spiele | Tore |
| ------------------ | ------ | ------ | ---- |
| Italien            | 2020   | 1      | 0    |
| Italien            | 2021   | 10     | 4    |
| Italien            | 2022   | 3      | 0    |
| Gesamt             | Gesamt | 14     | 4    |

## Erfolge
- Europameister: 2021
- Verdienstorden der Italienischen Republik (Ritter) – für den Gewinn der Europameisterschaft 2021[15]